# Tractat d'Amistat Xina-Rússia de 2001
El Tractat d'Amistat Xina-Rússia de 2001, pacte entre la República Popular de la Xina i la Federació Russa (FCT) és un acord estratègic que va ser signat pels líders de les dues potències internacionals, Jiang Zemin i Vladímir Putin, el 16 de juliol de 2001.

## Visió general
El tractat planteja els grans trets que han de servir de base per a unes relacions pacífiques, cooperació econòmica, així com dependència diplomàtica i geopolítica. D'altra banda, l'Article (A9) del tractat pot ser entès com un pacte de defensa, i altres articles (A7 i A16) apunten a incrementar la cooperació militar, incloent el compartir "coneixements militars" (A16), és a dir, accés xinès a la tecnologia militar russa.
El tractat també comprèn un enfocament de cooperació mútua en tecnologia ambiental, regulacions i conservació de l'energia, a més de sinergies en els seus mercats financers i comerç. El document reafirma la posició russa sobre Taiwan com "una part inalienable de la Xina" (A5), i destaca el compromís d'assegurar la "unitat nacional i la integritat territorial" entre els dos països (A4).

## Possibles beneficis
Els analistes han atribuït motius subjacents, i percebut mutus beneficis del FCT per diversos factors.
Per part de la Xina:
- Vol desenvolupar i modernitzar les seves forces armades, gran part de la qual està obsoleta. Aquest procés pot ser accelerat amb l'entrenament militar rus i la seva tecnologia.
- Vol obtenir un nivell estable consistent i finançable d'embarcaments de combustibles, especialment petroli. Aquest objectiu pot ser millor satisfet amb compres i despatxos de petroli rus, incloent la construcció d'un oleoducte transsiberià.[2][3]
- Vol obtenir suport per la seva postura sobre Taiwan.

Per la seva part, Rússia s'entesta a obtenir recursos de capital, dels quals té necessitat a conseqüència de les severes pèrdues davant especuladors internacionals durant el procés de dissolució soviètica. Aquest esforç pot ser complementat significativament a través de l'ús de capital xinès. Per tant, Rússia:
- Desitja trobar fonts d'ocupació per al seu potencial laboral qualificat.
- Vol vendre la seva tecnologia militar i experiència.
- Pretén vendre els seus grans reserves de petroli i gas natural.